# علم الفلزات المائي

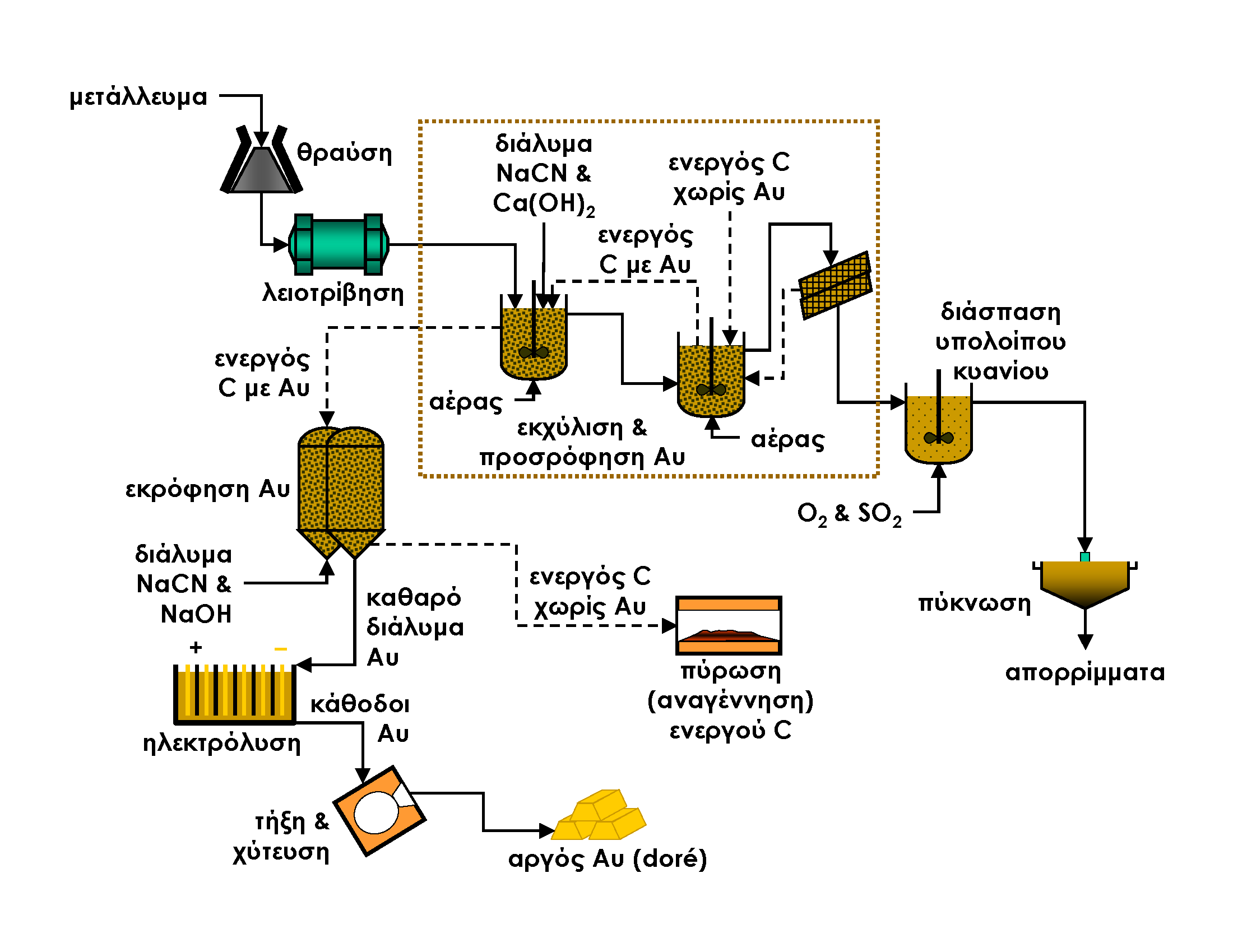
استخراج Au-cil

علم الفلزات المائي (ملاحظة 1) هو فرع من فروع علم استخلاص الفلزات يتضمن استخدام المحاليل المائية والعلوم الكيميائية المتعلقة بها من أجل استحصال الفلزات من خاماتها المعدنية وكذلك من المركزات ومن المواد المدوَّرة.